# Сан-Бартоломе (Лас-Пальмас)
Сан-Бартоломе (ісп. San Bartolomé) — муніципалітет в Іспанії, у складі автономної спільноти Канарські острови, у провінції Лас-Пальмас, на острові Лансароте. Населення — 18 161 особа (2010).
Муніципалітет розташований на відстані близько 1560 км на південний захід від Мадрида, 200 км на північний схід від міста Лас-Пальмас-де-Гран-Канарія.
На території муніципалітету розташовані такі населені пункти: (дані про населення за 2010 рік)
- Гіме: 1330 осіб
- Ель-Іслоте: 472 особи
- Монтанья-Бланка: 511 осіб
- Плая-Онда: 10220 осіб
- Сан-Бартоломе: 5628 осіб

## Демографія
Динаміка населення (INE ):